# Järpås församling
Järpås församling är en församling i Kålland-Kinne kontrakt i Skara stift. Församlingen ligger i Lidköpings kommun i Västra Götalands län och ingår i Södra Kållands pastorat. 

## Administrativ historik
Församlingen har medeltida ursprung. Församlingen införlivade i slutet av 1500-talet (Kållands-)Vedums församling och 1803 Höra församling.
Församlingen var till 2002 moderförsamling i pastoratet Järpås, Uvered och Häggesled som före slutet av 1500-talet även omfattade (Kållands-)Vedum och till 1803 Höra. Församlingen införlivade 2002 Uvereds och Häggesleds församlingar och utgjorde därefter till 2014 ett eget pastorat. Från 2014 ingår församlingen i Södra Kållands pastorat.

## Organister
| Period    | Namn                    | Levnadstid | Övrigt   |
| --------- | ----------------------- | ---------- | -------- |
| 1843      | Johan Bergman           | 1809-1875  | Organist |
| 1843-1853 | Johan Robert Hesselblad | 1820-1901  | Organist |
| 1853-1886 | Frans Teodor Hammar     | 1830-1895  | Organist |

## Kyrkor
- Häggesleds kyrka
- Järpås kyrka
- Uvereds kyrka